# Ossido di tecnezio(VII)
L'ossido di tecnezio(VII) è un composto chimico costituito da due atomi di tecnezio e sette atomi di ossigeno, con formula Tc2O7.
Questo solido volatile giallo è un raro esempio di ossido metallico binario molecolare, gli altri esempi sono il tetrossido di rutenio (RuO4), il tetrossido di osmio (OsO4) e l'instabile eptossido di dimanganese (Mn2O7). Adotta una struttura bi-tetraedrica centrosimmetrica ad angolo condiviso in cui i legami Tc-O terminale e ponte sono rispettivamente 167pm e 184 pm e l'angolo Tc-O-Tc è 180°.
L'ossido di tecnezio(VII) viene preparato per ossidazione del tecnezio a 450–500 °C:
{\displaystyle {\ce {4Tc \ + \  7O2 -> 2Tc2O7}}}
È l'anidride dell'acido pertecnetico e il precursore del pertecnetato di sodio (NaTcO4):
{\displaystyle {\ce {Tc2O7 \ + \ 2H2O -> 2HTcO4}}}
{\displaystyle {\ce {Tc2O7\ +\ 2NaOH->2NaTcO4\ +\ H2O}}}.